# St. Edward
St. Edward è un comune degli Stati Uniti d'America, situato nello Stato del Nebraska, nella contea di Boone.